# Mollie King
Mollie Elizabeth King (née le 4 juin 1987 à Wandsworth en Angleterre) est une chanteuse, auteure-compositrice-interprète, mannequin et musicienne anglaise. Elle est surtout connue pour être membre du girl group The Saturdays depuis 2007. Le groupe connait un grand succès ; elles ont sorti quatorze singles dont douze d'entre eux ont été en tête des charts au Royaume-Uni. Leurs trois albums ont atteint le Top 10 dans le classement UK Albums Chart et, grâce à cela, ils ont tous remporté un British Phonographic Industry. Avant de rejoindre The Saturdays, Mollie faisait partie d'un autre girl group, Fallen Angelz, qui ont auditionné pour X Factor en 2007.

## Biographie
Née à Wandsworth en Angleterre, Mollie est la fille de Susan (née Wykes), secrétaire médicale, et de Stephen King, un comptable à la retraite. Elle a deux sœurs aînées : Laura (née en 1983), une avocate, et Ellen, une banquière. Elle est allée à la Surbiton High School à Kingston upon Thames. Adolescente, Mollie se prédestinait à devenir skieuse professionnelle et faisait partie de l’équipe de ski de son lycée. À l’âge de 11 ans, elle entre dans l’équipe British Children's Ski Team - qui lui a permis d’obtenir une bourse universitaire pour British Ski Academy. Après avoir été élue la plus jeune membre de l’équipe de ski, Mollie arrête le ski pour devenir chanteuse. Entre-temps, elle a suivi des études en psychologie, en affaires et en économie. Mollie est dyslexique. Elle a aussi été finaliste pour Miss Guildford à seulement 18 ans.

## Carrière

### 2005-2007: Fallen Angelz
En 2006, Mollie rejoint le groupe Fallen Angelz dont les autres membres sont : Nikki, Bobbi et Rachelle. Le groupe s’est formé à la suite d'auditions en 2005 ; Bobbi voulait trois filles « impertinentes avec des attitudes » après avoir vu les vidéos des auditions en chant, en danse et en photo. Elles ont joué sur scène en première partie pour Chico Slimani, Simon Webbe, Lemar, Girls Aloud, Journey South, Lee Ryan et Atomic Kitten. Cependant, le groupe n’a pas de succès alors elles décident de se présenter aux auditions pour X Factor en 2007 - qui a été remporté par Leon Jackson. Pour leur première audition, les filles ont chanté Girlfriend d’Avril Lavigne et, pour la deuxième audition, elles ont chanté Obviously de McFly. Elles ont toutes eu un « oui » des quatre jurés, mais elles sont éliminées dès le deuxième prime. Plus tard, Mollie et Nikki quittent le groupe.

### 2007-présent: The Saturdays
Depuis 2007, Mollie fait partie du groupe anglais The Saturdays avec Una Healy, Frankie Sandford, Vanessa White et Rochelle Wiseman. À leur effigie, elles ont huit singles et trois albums en tête du Top 10. Le girl group a sorti son premier single intitulé If This Is Love en juillet 2008 et il a été placé à la huitième place au Royaume-Uni. Elles ont, ensuite, sorti un deuxième single intitulé Up qui a été placé à la cinquième place au Royaume-Uni. Plus tard, le single Up a été certifié disque de platine. Le 27 octobre 2008, elles ont sorti leur premier album intitulé Chasing Lights. Il s'est rangé à la neuvième place dans les charts au Royaume-Uni et, selon le British Phonographic Industry, il a été certifié disque de platine. Elles ont alors sorti un troisième single intitulé Issues - qui a également été certifié platine. Par la suite, The Saturdays ont enregistré une nouvelle version de la chanson Just Can't Get Enough du groupe Depeche Mode. Le single a été placé en seconde position dans les charts du Royaume-Uni derrière Right Round de Flo Rida. Le cinquième et dernier single (pour l'album Chasing Lights) intitulé Work est sorti en juin 2009 et fut le premier single du groupe à échouer dans le Top 20. Plus tard, le girl group est parti en tournée, le Work Tour.
En octobre 2009, le groupe a sorti un deuxième album intitulé Wordshaker, qui a été placé à la neuvième position et qui a été certifié platine par le British Phonographic Industry. Le premier single de l'album fut Forever Is Over qui s'est placé à la seconde place dans les charts. En début d'année 2010, elles ont sorti le deuxième et dernier single intitulé Ego, qui a été placé à la neuvième place.
Dans l'été 2010, elles ont sorti un mini-album intitulé Headlines! qui s'est placé à la troisième place dans les charts au Royaume-Uni et à la dixième place en Irlande. Leur huitième single fut Missing You, placé en troisième place au Royaume-Uni et sixième en Irlande. Le deuxième single de ce mini-album fut Higher sur lequel le rappeur américain Flo Rida leur a proposé une collaboration. Les cinq filles ont sorti un troisième album intitulé On Your Radar, qui a reçu des critiques négatives et qui a été placé à la 23e place dans les charts. Pour cet album, elles ont sorti trois singles : All Fired Up, Notorious et My Heart Takes Over. En décembre 2011, The Saturdays sont parties en tournée, le All Fired Up Tour.
En 2012, le groupe a commencé à travailler sur leur quatrième album. En mai 2012, elles ont sorti un premier single intitulé 30 Days. Il a, ensuite, été annoncé que le groupe avait signé un contrat avec les labels Def Jam et Mercury Records afin de sortir leur musique aux États-Unis. En mai 2013, le groupe ont sorti un deuxième single intitulé Gentleman.

## Vie privée
De 2008 à 2011, Mollie King est en couple avec Andy Brown (né le 4 mars 1987), membre du groupe Lawson. D'avril 2011 à février 2012, elle est en couple avec le mannequin David Gandy. En 2012, elle fréquente brièvement le Prince Harry, ainsi que le joueur de cricket anglais Stuart Broad. De 2013 à 2014, elle est en couple avec le producteur de musique Jordan Omley,, avant de finalement se remettre en couple avec David Gandy jusqu'en 2016.
Depuis 2018, elle est de nouveau en couple avec Stuart Broad. Le couple se fiance en janvier 2021 et a deux filles : Annabella Hope Broad (née le 12 novembre 2022) et Liliana Broad (née en décembre 2024).

## Discographie
- 2016 - Back To You (single)